# كلوستريديوم شطري
كلوستريديوم سكندنس أو كلوستريديوم شَطْري (نسبة إلى إنزيم ديزموليز الذي تنتجه) هو نوع من البكتيريا من جنس كلوستريديوم. العينات من هذا النوع من البكتيريا عزلت لأول مرة من براز الإنسان.

## روابط خارجية
- Type strain of Clostridium scindens at BacDive - the Bacterial Diversity Metadatabase